# Mieroszowskie Ściany
Mieroszowskie Ściany (czes. Mirošovské stěny, niem. Die Buche, 638–664 m n.p.m.) – wąski wyrównany grzbiet górski w południowo-zachodniej Polsce, w Górach Stołowych, w Sudetach Środkowych.

## Lokalizacja
Mieroszowskie Ściany położone są na południowo-zachodniej granicy Polski z Czechami, na południowy zachód od Mieroszowa, powyżej Golińska.

## Opis
Mieroszowskie Ściany to zalesiony, płaski fragment stoliwa, będący częścią Zaworów, pasma górskiego zamykającego od północnego zachodu Góry Stołowe. Przebiegająca grzbietem szczytowym granica dzieli pasmo na polską i czeską część. Stoliwo przyjmuje fantazyjne kształty, wkomponowane w wąską "ścianę" wyniesioną kilkaset metrów nad otoczenie. W kierunku południowo-wschodnim przedłużeniem Mieroszowskich Ścian po czeskiej stronie są Broumowskie Ściany (Broumovské stěny). Południowo-zachodnie zbocze po czeskiej stronie jest łagodne, zaś północno-wschodnie zbocze po polskiej stronie opada stromo, tworząc ścianę, na której wyrastają niewielkie piaskowcowe skałki, trudno dostępne ze względu na świerkowy las regla dolnego.

## Budowa geologiczna
Mieroszowskie Ściany zbudowane są ze skał osadowych niecki śródsudeckiej. Są to górnokredowe (cenoman-turon) piaskowce margliste i mułowce z formami wietrzenia piaskowców górnej kredy. Niższe partie utworzone są z triasowych (pstry piaskowiec) piaskowców arkozowych i szarogłazowych barwy czerwonej z wkładkami iłołupków. Jeszcze niżej zalegają piaskowce arkozowe powstałe w górnym permie – cechsztynie. Tworzą one niewielkie spłaszczenie zakończone niewielką kuestą. Pod nimi występują zlepieńce dolnego permu – czerwonego spągowca.
Mieroszowskie Ściany powstały w wyniku długotrwałego procesu sedymentacyjnego, a potem erozyjnego piaskowców górnej kredy. Zmieniające się warunki klimatyczne, zmienne uwarstwienie oraz różne lepiszcze wpływały na kształt i urzeźbienie. W kształtowaniu rzeźby ważną rolę odegrały również ruchy górotwórcze i tektoniczne.

## Europejski dział wód
Grzbietem Mieroszowskich Ścian przebiega granica zlewiska mórz: Bałtyckiego i Północnego.

## Turystyka
Przez Mieroszowskie Ściany prowadzą szlaki turystyczne:
 – zielony szlak graniczny prowadzący wzdłuż granicy z Tłumaczowa do przełęczy Okraj, wytyczony w 1993 r.
  – żółty szlak po czeskiej stronie prowadzący wzdłuż grzbietu poniżej granicy
Na węźle szlaków znajduje się turystyczne przejście graniczne Łączna – Zdoňov. Do Mieroszowskich Ścian prowadzi droga lokalna z Mieroszowa do przejścia.

## Historia
Nazwę Mieroszowskie Ściany nadali grzbietowi pierwsi sudeccy osadnicy okolic Golińska, których strome ściany grzbietu oddzielały od Mieroszowa. Do czasu wytyczenia granicznego szlaku Mieroszowskie Ściany były jednym z bardziej niedostępnych i zapomnianych miejsc w Sudetach.